# Liste des ponts suspendus les plus longs
Cette liste des ponts suspendus ayant les plus longues travées recense les ponts suspendus présentant des portées supérieures à 600 m, classées par ordre décroissant de longueur. Cet indicateur de classement est le plus couramment utilisé pour hiérarchiser les ponts suspendus. Si un pont a une longueur de travée supérieure à un autre, ce n'est pas pour autant que sa longueur de rive à rive ou d'ancrage à ancrage est supérieure à celle de celui-ci. Néanmoins la longueur de la travée principale est souvent corrélée à la hauteur des pylônes et à la complexité de la conception et du calcul de l'ouvrage.
Les ponts suspendus ont les portées les plus longues de tous les types de ponts. Les ponts à haubans représentent la solution alternative pour les grandes travées. En 2018, comme la portée du plus long pont à haubans n'est que de 1 104 m, cela signifie que les vingt-quatre ponts les plus longs de cette liste sont également les plus longs tous types confondus.
Depuis 2022, le pont du détroit des Dardanelles détient le record de la plus longue portée principale, avec une portée de 2 023 m. Il est situé en Turquie, près de la ville de Çanakkale, dont il porte le nom en turc.
La catégorie rang donne la classification de l'ouvrage parmi ceux présentés et propose un lien vers la fiche technique du pont sur le site Structurae, base de données et galerie internationale d'ouvrages d'art. La liste peut être triée selon les différentes entrées du tableau pour voir ainsi les ponts suspendus français ou les ouvrages les plus récents par exemple.
Les colonnes portée et longueur, exprimées en mètres, indiquent respectivement la distance entre les pylônes de la travée principale et la longueur totale de l'ouvrage, viaducs d'accès compris.
Les ponts-pipelines et les passerelles suspendues ne sont pas recensés dans cette liste.
Historiquement, le pont de Luding fut pendant plus d'un siècle le plus long pont suspendu du monde.

## Les plus longues portées principales
|  |    | Nom                                          | Portée mètres | Longueur mètres | Date | Localisation                                                                                | Pays                                      | Ref.    |
|  | -- | -------------------------------------------- | ------------- | --------------- | ---- | ------------------------------------------------------------------------------------------- | ----------------------------------------- | ------- |
|  | 1  | Pont du détroit des Dardanelles              | 2023          | +03 869,        | 2022 | Gelibolu - Lapseki (Marmara) 40° 20′ 18″ N, 26° 37′ 58″ E                                   | Turquie                                   | [ 1 ]   |
|  | 2  | Pont du détroit d'Akashi                     | 1991          | +03 911,        | 1998 | Kobe - Île d'Awaji (Hyōgo) 34° 37′ 01,3″ N, 135° 01′ 18,9″ E                                | Japon                                     | ,       |
|  | 3  | Pont de Xihoumen                             | 1650          | +05 452,        | 2009 | Île de Jintang - Île Cezi (Zhejiang) 30° 03′ 42,4″ N, 121° 54′ 57,6″ E                      | Chine                                     | [ 2 ]   |
|  | 4  | Pont est du Grand Belt                       | 1624          | +06 790,        | 1998 | Korsør - Sprogø (Sjælland) 55° 20′ 31″ N, 11° 02′ 09,3″ E                                   | Danemark                                  | [ 3 ]   |
|  | 5  | Pont Osman Gazi                              | 1550          | +04 000,        | 2016 | Dilovası - Altınova (Marmara) 40° 45′ 15″ N, 29° 30′ 55″ E                                  | Turquie                                   | [ 4 ]   |
|  | 6  | Pont Yi Sun-sin                              | 1545          | +02 260,        | 2012 | Gwangyang (Jeollanam) 34° 54′ 21,4″ N, 127° 42′ 18,1″ E                                     | Corée du Sud                              | ,       |
|  | 7  | Pont Runyang                                 | 1490          | +07 210,        | 2005 | Yangzhou - Zhenjiang (Jiangsu) 32° 12′ 24,6″ N, 119° 21′ 49,9″ E                            | Chine                                     | [ 6 ]   |
|  | 8  | Pont du lac Dongting (zh)                    | 1480          | +02 390,        | 2018 | Lac Dongting (Hunan) 29° 25′ 23″ N, 113° 07′ 31″ E                                          | Chine                                     |         |
|  | 9  | Quatrième pont de Nankin (de)                | 1418          | +05 437,        | 2012 | Nankin (Jiangsu) 32° 10′ 39,9″ N, 118° 56′ 24,5″ E                                          | Chine                                     | [ 7 ]   |
|  | 10 | Pont du Humber                               | 1410          | +02 220,        | 1981 | Hessle - Barton-sur-Humber (Yorkshire et Humber) 53° 42′ 28,7″ N, 0° 27′ 00,3″ O            | Royaume-Uni ( Angleterre)                 | [ 8 ]   |
|  | 11 | Pont Yavuz Sultan Selim                      | 1408          | +02 164,        | 2016 | Istanbul (Bosphore) 41° 12′ 10″ N, 29° 06′ 41″ E                                            | Turquie                                   |         |
|  | 12 | Pont de Jiangyin                             | 1385          | +03 071,        | 1999 | Jiangyin - Jingjiang (Jiangsu) 31° 56′ 43,1″ N, 120° 16′ 10″ E                              | Chine                                     | [ 9 ]   |
|  | 13 | Pont Tsing Ma                                | 1377          | +03 523,        | 1997 | Île Tsing Yi - Île Ma Wan 22° 21′ 04,8″ N, 114° 04′ 25,6″ E                                 | Hong Kong                                 | [ 10 ]  |
|  | 14 | Pont de Hardanger                            | 1310          | +01 380,        | 2013 | Bruravik - Brimnes (Hordaland) 60° 28′ 42,9″ N, 6° 49′ 47,2″ E                              | Norvège                                   | [ 11 ]  |
|  | 15 | Pont Verrazano-Narrows                       | 1298          | +04 176,        | 1964 | New York (État de New York) 40° 36′ 23″ N, 74° 02′ 43,2″ O                                  | États-Unis                                | [ 12 ]  |
|  | 16 | Golden Gate Bridge                           | 1280          | +02 737,        | 1937 | San Francisco - Sausalito (Californie) 37° 49′ 09,5″ N, 122° 28′ 43,9″ O                    | États-Unis                                | [ 13 ]  |
|  | 17 | Pont de Yangluo                              | 1280          | +02 725,        | 2007 | Wuhan (Hubei) 30° 38′ 12,9″ N, 114° 33′ 17,8″ E                                             | Chine                                     | [ 14 ]  |
|  | 18 | Pont de Höga Kusten                          | 1210          | +01 867,        | 1997 | Utansjö (Västernorrland) 62° 47′ 53″ N, 17° 56′ 15″ E                                       | Suède                                     | [ 15 ]  |
|  | 19 | Pont de Longjiang (en)                       | 1196          | +02 471,        | 2016 | Baoshan (Yunnan) 24° 50′ 19,7″ N, 98° 40′ 19,9″ E                                           | Chine                                     |         |
|  | 20 | Pont Aizhai                                  | 1176          | +00986,         | 2012 | Jishou (Hunan) 28° 19′ 54,1″ N, 109° 35′ 53,2″ E                                            | Chine                                     | ,       |
|  | 21 | Pont Mackinac                                | 1158          | +08 038,        | 1957 | Mackinaw City - Saint-Ignace (Michigan) 45° 48′ 56″ N, 84° 43′ 40,6″ O                      | États-Unis                                | [ 18 ]  |
|  | 22 | Pont d'Ulsan (nl)                            | 1150          | +01 800,        | 2015 | Ulsan 35° 30′ 14″ N, 129° 23′ 31″ E                                                         | Corée du Sud                              |         |
|  | 23 | Pont de Hålogaland (en)                      | 1145          | +01 533,        | 2018 | Narvik - Øyjord (Nordland) 68° 27′ 33″ N, 17° 28′ 41″ E                                     | Norvège                                   | [ 19 ]  |
|  | 24 | Pont du Qingshuihe                           | 1130          | +02 171,        | 2016 | Kaiyang - Weng'an (Guizhou) 27° 01′ 47″ N, 107° 11′ 30″ E                                   | Chine                                     | [ 20 ]  |
|  | 25 | Pont de Brăila                               | 1120          | +02 194,        | 2023 | Brăila - Smârdan 45° 18′ 52″ N, 28° 00′ 12″ E                                               | Roumanie                                  | [ 21 ]  |
|  | 26 | Pont de Huangpu                              | 1108          | +07 016,        | 2008 | Guangzhou (Guangdong) 23° 04′ 17,1″ N, 113° 28′ 33,9″ E                                     | Chine                                     | [ 20 ]  |
|  | 27 | Grand pont de Seto Pont de Minami Bisan-Seto | 1100          | +13 100,        | 1989 | Sakaide - Île Yoshima (Kagawa) 34° 21′ 50″ N, 133° 49′ 30,7″ E                              | Japon                                     | [ 22 ]  |
|  | 28 | Pont Fatih Sultan Mehmet                     | 1090          | +01 090,        | 1988 | Istanbul (province d'Istanbul) 41° 05′ 28″ N, 29° 03′ 40″ E                                 | Turquie                                   | [ 23 ]  |
|  | 29 | Pont du Balinghe                             | 1088          | +02 237,        | 2009 | Xian autonome buyei et miao de Guanling (Guizhou) 25° 57′ 40″ N, 105° 37′ 46″ E             | Chine                                     | [ 24 ]  |
|  | 30 | Pont de Taizhou                              | 1080 (x2)     | +09 726,        | 2012 | Taizhou (Jiangsu) 32° 14′ 47,8″ N, 119° 52′ 36,1″ E                                         | Chine                                     | [ 25 ]  |
|  | 31 | Pont de Ma'anshan                            | 1080 (x2)     | +11 000,        | 2014 | Ma'anshan (Anhui) 31° 36′ 36,4″ N, 118° 23′ 31,4″ E                                         | Chine                                     | [ 26 ]  |
|  | 32 | Pont du Bosphore                             | 1074          | +01 560,        | 1973 | Istanbul (province d'Istanbul) 41° 02′ 42″ N, 29° 02′ 02″ E                                 | Turquie                                   | [ 27 ]  |
|  | 33 | Pont George-Washington                       | 1067          | +01 451,        | 1931 | New York (État de New York) - Fort Lee (New Jersey) 40° 51′ 06,2″ N, 73° 57′ 09,8″ O        | États-Unis                                | [ 28 ]  |
|  | 34 | Pont Fuma sur le Yangtsé                     | 1050          | +02 030,        | 2017 | Wanzhou – Lichuan (Hubei) 30° 50′ 04″ N, 108° 28′ 09″ E                                     | Chine                                     | [ 29 ]  |
|  | 35 | Troisième pont de Kurushima-Kaikyo           | 1030          | +04 105,        | 1999 | Imabari - Île Umashima (Ehime) 34° 06′ 54,9″ N, 132° 59′ 03,6″ E                            | Japon                                     | [ H 2 ] |
|  | 36 | Second pont de Kurushima-Kaikyo              | 1020          | +04 105,        | 1999 | Île Umashima - Île d'Ōshima (Ehime) 34° 07′ 16″ N, 133° 00′ 00,7″ E                         | Japon                                     | [ H 2 ] |
|  | 37 | Pont du 25 Avril                             | 1013          | +03 173,        | 1966 | Lisbonne - Almada (Région de Lisbonne) 38° 41′ 23,5″ N, 9° 10′ 37,8″ O                      | Portugal                                  | [ 30 ]  |
|  | 38 | Pont sur le Forth                            | 1006          | +02 517,        | 1964 | Édimbourg - North Queensferry (Fife) 56° 00′ 05,4″ N, 3° 24′ 15,1″ O                        | Royaume-Uni ( Écosse)                     | [ 31 ]  |
|  | 39 | Grand pont de Seto Pont de Kita Bisan-Seto   | 990           | +13 100,        | 1988 | Sakaide - Île Yoshima (Kagawa) 34° 22′ 42,4″ N, 133° 49′ 13,2″ E                            | Japon                                     | [ 22 ]  |
|  | 40 | Pont sur la Severn                           | 988           | +03 001,        | 1966 | Bristol (South Gloucestershire) - Chepstow (Sir Fynwy) 51° 36′ 36,2″ N, 2° 38′ 26,4″ O      | Royaume-Uni ( Angleterre/ Pays de Galles) | ,       |
|  | 41 | Pont de Yichang                              | 960           | +01 188,        | 2001 | Yichang (Hubei) 30° 34′ 10,5″ N, 111° 23′ 29,5″ E                                           | Chine                                     | ,       |
|  | 42 | Grand pont de Seto Pont de Shimotsui-Seto    | 940           | +13 100,        | 1988 | Kojima - Île Hitsuishijima (Okayama) 34° 25′ 52,4″ N, 133° 48′ 23,2″ E                      | Japon                                     | [ 22 ]  |
|  | 43 | Pont de Xiling (en)                          | 900           | +01 119,        | 1996 | Sandouping (Hubei) 30° 49′ 42,5″ N, 111° 02′ 48″ E                                          | Chine                                     | [ 36 ]  |
|  | 44 | Pont du Siduhe                               | 900           | +01 222,        | 2009 | Yesanguan (Hubei) 30° 37′ 16,1″ N, 110° 23′ 43,1″ E                                         | Chine                                     | [ 37 ]  |
|  | 45 | Second pont de Namhae                        | 890           | +00990,         | 2018 | Noryang (Gyeongsangnam) 34° 56′ 34,4″ N, 127° 51′ 58,6″ E                                   | Corée du Sud                              | [ 38 ]  |
|  | 46 | Pont d'Humen                                 | 888           | +04 800,        | 1997 | Dongguan (Guangdong) 22° 47′ 49,5″ N, 113° 36′ 57,2″ E                                      | Chine                                     | [ 39 ]  |
|  | 47 | Pont de Cuntan                               | 880           | +01 600,        | 2017 | Chongqing 29° 37′ 14,2″ N, 106° 36′ 21,8″ E                                                 | Chine                                     | [ 40 ]  |
|  | 48 | Pont Ōnaruto                                 | 876           | +01 629,        | 1985 | Naruto (Tokushima) - Île d'Awaji (Hyōgo) 34° 14′ 19,5″ N, 134° 39′ 01,1″ E                  | Japon                                     | ,       |
|  | 49 | Pont de Lishui                               | 856           | +01 194,        | 2013 | Zhangjiajie (Hunan) 29° 05′ 55″ N, 110° 14′ 48″ E                                           | Chine                                     |         |
|  | 50 | Pont du détroit de Tacoma Pont est           | 853           | +01 822,        | 1950 | Tacoma (Washington) 47° 16′ 05,6″ N, 122° 33′ 00,7″ O                                       | États-Unis                                | [ 41 ]  |
|  | 51 | Pont du détroit de Tacoma Pont ouest         | 853           | +01 646,        | 2007 | Tacoma (Washington) 47° 16′ 04,4″ N, 122° 33′ 02,8″ O                                       | États-Unis                                | [ 42 ]  |
|  | 52 | Pont d'Askøy                                 | 850           | +01 057,        | 1992 | Bergen - Askøy (Hordaland) 60° 23′ 43,6″ N, 5° 12′ 54,8″ E                                  | Norvège                                   | [ 43 ]  |
|  | 53 | Pont Yingwuzhou (en)                         | 850           | +02 100,        | 2014 | Wuhan (Hubei) 30° 32′ 03″ N, 114° 16′ 37″ E                                                 | Chine                                     |         |
|  | 54 | Pont de Jeokgeum                             | 850           | +01 340,        | 2016 | Ucheon - Île Jeokgeum (Jeollanam) 34° 37′ 43″ N, 127° 30′ 15″ E                             | Corée du Sud                              |         |
|  | 55 | Pont Miaozui (zh)                            | 838           | +03 235,        | 2016 | Yichang (Hubei) 30° 42′ 56″ N, 111° 15′ 45″ E                                               | Chine                                     |         |
|  | 56 | Pont de Nanxi                                | 820           | +01 424,        | 2012 | Xian de Nanxi (Sichuan) 28° 47′ 01,3″ N, 104° 56′ 44,5″ E                                   | Chine                                     | [ 44 ]  |
|  | 57 | Pont de Qincaobei                            | 788           | +01 779,        | 2013 | Lidu (Chongqing) 29° 42′ 51,5″ N, 107° 16′ 52,7″ E                                          | Chine                                     |         |
|  | 58 | Pont Innoshima                               | 770           | +01 270,        | 1983 | Île Innoshima - Île Mukoujima (Hiroshima) 34° 21′ 25,7″ N, 133° 10′ 49,5″ E                 | Japon                                     | ,       |
|  | 59 | Pont Akinada                                 | 750           | +01 175,        | 2000 | Kure - Île Shimokamagari (Hiroshima) 34° 12′ 22,4″ N, 132° 40′ 45,8″ E                      | Japon                                     | [ 46 ]  |
|  | 60 | Pont suspendu de Semipalatinsk (ru)          | 750           | +01 086,        | 2000 | Semeï (Kazakhstan-Oriental) 50° 24′ 35″ N, 80° 13′ 28″ E                                    | Kazakhstan                                | [ 47 ]  |
|  | 61 | Alfred Zampa Memorial Bridge                 | 728           | +01 056,        | 2003 | Vallejo - Crockett (Californie) 38° 03′ 39,7″ N, 122° 13′ 35,5″ O                           | États-Unis                                | ,       |
|  | 62 | Pont Hakuchō                                 | 720           | +01 540,        | 1998 | Muroran (Hokkaidō) 42° 21′ 10,4″ N, 140° 57′ 01,2″ E                                        | Japon                                     | ,       |
|  | 63 | Pont d'Angostura                             | 712           | +01 678,        | 1967 | Ciudad Bolívar (État de Bolívar) 8° 08′ 39,9″ N, 63° 35′ 53,2″ O                            | Venezuela                                 | [ M 1 ] |
|  | 64 | Pont Kanmon                                  | 712           | +01 068,        | 1973 | Kitakyūshū (Fukuoka) - Shimonoseki (Yamaguchi) 33° 57′ 42,2″ N, 130° 57′ 31,3″ E            | Japon                                     | ,       |
|  | 65 | Bay Bridge Pont nord                         | 704           | +02 822,        | 1936 | San Francisco - Yerba Buena Island (Californie) 37° 48′ 12,2″ N, 122° 22′ 18,9″ O           | États-Unis                                | ,       |
|  | 66 | Bay Bridge Pont sud                          | 704           | +02 822,        | 1936 | San Francisco - Yerba Buena Island (Californie) 37° 47′ 35,4″ N, 122° 22′ 59″ O             | États-Unis                                |         |
|  | 67 | Pont de Bronx–Whitestone                     | 701           | +02 242,        | 1939 | New York (État de New York) 40° 48′ 06,7″ N, 73° 49′ 47,2″ O                                | États-Unis                                | [ 52 ]  |
|  | 68 | Pont Maputo-Catembe                          | 680           | +03 041,        | 2018 | Maputo – Catembe (Hordaland) 25° 58′ 23,4″ S, 32° 33′ 26,7″ E                               | Mozambique                                | [ 53 ]  |
|  | 69 | Pont de Stord (en)                           | 677           | +01 077,        | 2001 | Stord - Île Føyno (Hordaland) 59° 44′ 53″ N, 5° 24′ 10,6″ E                                 | Norvège                                   | [ 54 ]  |
|  | 70 | Pont Pierre-Laporte                          | 668           | +01 041,        | 1970 | Québec (province de Québec) 46° 44′ 42,8″ N, 71° 17′ 25,7″ O                                | Canada                                    | [ 55 ]  |
|  | 71 | Pont du Memorial Delaware Pont sud           | 656           | +03 291,        | 1951 | New Castle (Delaware) - Deepwater (New Jersey) 39° 41′ 18,2″ N, 75° 31′ 06,2″ O             | États-Unis                                | [ 56 ]  |
|  | 72 | Pont du Memorial Delaware Pont nord          | 656           | +03 281,        | 1968 | New Castle (Delaware) - Deepwater (New Jersey) 39° 41′ 20,3″ N, 75° 31′ 05″ O               | États-Unis                                | [ 56 ]  |
|  | 73 | Pont Hulukou sur le Jinshajiang              | 656           |                 | 2017 | Hulukouzhen (Sichuan) 26° 58′ 16,4″ N, 102° 53′ 30,2″ E                                     | Chine                                     | ,       |
|  | 74 | Pont de Haicang                              | 648           | +05 926,        | 1999 | Xiamen (Fujian) 24° 29′ 50,2″ N, 118° 04′ 07,2″ E                                           | Chine                                     | [ 59 ]  |
|  | 75 | Pont de Beipanjiang (2009)                   | 636           | +01 020,        | 2009 | Xian de Qinglong (Guizhou) 25° 53′ 58,1″ N, 105° 19′ 25″ E                                  | Chine                                     | [ 60 ]  |
|  | 76 | Pont de Puli (en)                            | 628           | +01 040,        | 2015 | Pulixiang (Yunnan) 26° 19′ 20,6″ N, 104° 35′ 16″ E                                          | Chine                                     |         |
|  | 77 | Pont de Gjemnessund                          | 623           | +01 257,        | 1992 | Gjemnes - Île Bergsøya (Møre og Romsdal) 62° 58′ 17″ N, 7° 46′ 47″ E                        | Norvège                                   | [ 61 ]  |
|  | 78 | Pont Yuzui                                   | 616           | +01 438,        | 2009 | Yuzuizhen (Chongqing) 29° 36′ 40,7″ N, 106° 46′ 21,2″ E                                     | Chine                                     | [ 62 ]  |
|  | 79 | Pont Walt Whitman                            | 610           | +03 652,        | 1957 | Philadelphie (Pennsylvanie) - Gloucester City (New Jersey) 39° 54′ 18,7″ N, 75° 07′ 46,1″ O | États-Unis                                | [ 63 ]  |
|  | 80 | Pont de Tancarville                          | 608           | +01 420,        | 1959 | Tancarville (Seine-Maritime) - Marais-Vernier (Eure) 49° 28′ 21,6″ N, 0° 27′ 52,8″ E        | France                                    | [ 64 ]  |
|  | 81 | Nouveau Pont du Petit Belt                   | 600           | +01 700,        | 1970 | Middelfart - Fredericia (Danemark-du-Sud) 55° 31′ 07,1″ N, 9° 44′ 56,9″ E                   | Danemark                                  | [ 65 ]  |
|  | 82 | Premier pont de Kurushima-Kaikyo             | 600           | +04 105,        | 1999 | Île Umashima - Île Ōshima (Ehime) 34° 07′ 32,9″ N, 133° 00′ 45,1″ E                         | Japon                                     | [ H 2 ] |
|  | 83 | Pont d'E'gongyan                             | 600           | +01 420,        | 2000 | Chongqing 29° 31′ 23,9″ N, 106° 31′ 41,7″ E                                                 | Chine                                     | [ 66 ]  |
|  | 84 | Pont Jijiang sur le Yangtsé                  | 600           |                 | 2016 | Chongqing                                                                                   | Chine                                     |         |

## Autres ponts
|                 |   | Nom                                     | Portée mètres | Longueur mètres | Date | Localisation                                                                           | Pays                             | Ref.    |
| --------------- | - | --------------------------------------- | ------------- | --------------- | ---- | -------------------------------------------------------------------------------------- | -------------------------------- | ------- |
|                 | S | Pont d'Osterøy (en)                     | 595           | +00917,         | 1997 | Île d'Osterøy - Ama (Hordaland) 60° 25′ 33,4″ N, 5° 32′ 09,5″ E                        | Norvège                          | [ 67 ]  |
|                 | S | Second pont de Wanxian                  | 580           | +01 154,        | 2003 | Wanzhou (Chongqing) 30° 49′ 33,2″ N, 108° 24′ 17,2″ E                                  | Chine                            | [ 68 ]  |
|                 | S | Pont de Bømla (en)                      | 577           | +00998,         | 2001 | Nautøy - Spissøy (Hordaland) 59° 44′ 13,5″ N, 5° 22′ 37,2″ E                           | Norvège                          | [ 69 ]  |
|                 | S | Rainbow Bridge                          | 570           | +03 750,        | 1993 | Tōkyō 35° 38′ 11,6″ N, 139° 45′ 47,4″ E                                                | Japon                            | [ 70 ]  |
|                 | S | Pont Ambassadeur                        | 564           | +02 286,        | 1929 | Détroit (Michigan) - Windsor (Ontario) 42° 18′ 43,2″ N, 83° 04′ 27,2″ O                | États-Unis Canada                | [ 71 ]  |
|                 | S | Pont Hakata-Ōshima (en)                 | 560           | +01 193,        | 1988 | Île Ōshima - Île Hakata (Ehime) 34° 11′ 32,2″ N, 133° 04′ 20,2″ E                      | Japon                            | [ H 2 ] |
|                 | S | Pont de Zhongxian                       | 560           | +01 200,        | 2001 | Xian de Zhong (Chongqing) 30° 18′ 06,6″ N, 108° 02′ 56,8″ E                            | Chine                            | [ 72 ]  |
|                 | S | Pont de Throgs Neck                     | 549           | +04 084,        | 1961 | New York (État de New York) 40° 48′ 00,9″ N, 73° 47′ 36″ O                             | États-Unis                       | [ 73 ]  |
|                 | S | Pont Benjamin-Franklin                  | 534           | +02 273,        | 1926 | Philadelphie (Pennsylvanie) - Camden (New Jersey) 39° 57′ 10,5″ N, 75° 08′ 03,3″ O     | États-Unis                       | [ 74 ]  |
|                 | S | Pont de Skjomen (en)                    | 525           | +00711,         | 1972 | Narvik (Nordland) 68° 22′ 15,4″ N, 17° 14′ 27,5″ E                                     | Norvège                          | [ 75 ]  |
|                 | S | Pont de Kvalsund                        | 525           | +00741,         | 1977 | Kvalsund (Finnmark) 70° 30′ 45,3″ N, 23° 57′ 05,6″ E                                   | Norvège                          | [ 76 ]  |
|                 | S | Pont du Dalsfjorden                     | 523           | +00619,         | 2013 | Dale - Askvoll (Sogn og Fjordane) 61° 22′ 26,4″ N, 5° 23′ 47″ E                        | Norvège                          | [ 77 ]  |
|                 | S | Pont de Matadi                          | 520           | +00722,         | 1983 | Matadi (Bas-Congo) 5° 49′ 31,4″ S, 13° 26′ 03,1″ E                                     | République démocratique du Congo |         |
|                 | S | Pont Toyoshima                          | 504           | +00930,         | 2008 | Île Teshima - Île Kami-Kamagari (Hiroshima) 34° 10′ 35,1″ N, 132° 46′ 06,9″ E          | Japon                            | ,       |
|                 | S | Pont de Kleve-Emmerich                  | 500           | +01 228,        | 1965 | Emmerich am Rhein (Rhénanie-du-Nord-Westphalie) 51° 49′ 44,8″ N, 6° 13′ 35″ E          | Allemagne                        | [ 80 ]  |
|                 | S | Pont Gwangan                            | 500           | +07 420,        | 2002 | Pusan 35° 08′ 44,8″ N, 129° 07′ 41,8″ E                                                | Corée du Sud                     | [ 81 ]  |
|                 | S | Bear Mountain Bridge                    | 497           | +00688,         | 1924 | Peekskill - Fort Montgomery (New York) 41° 19′ 11,3″ N, 73° 58′ 59,7″ O                | États-Unis                       | [ M 2 ] |
|                 | S | Pont de Williamsburg                    | 488           | +02 227,        | 1903 | New York (État de New York) 40° 42′ 48,4″ N, 73° 58′ 18,6″ O                           | États-Unis                       | [ 82 ]  |
|                 | S | Pont Claiborne Pell                     | 488           | +03 428,        | 1969 | Newport - Jamestown (Rhode Island) 41° 30′ 17,9″ N, 71° 20′ 55,1″ O                    | États-Unis                       | [ 83 ]  |
|                 | S | Pont de la baie de Chesapeake Pont sud  | 488           | +06 919,        | 1952 | Comté d'Anne Arundel - Comté de Queen Anne (Maryland) 38° 59′ 35,4″ N, 76° 22′ 55,3″ O | États-Unis                       | [ 84 ]  |
|                 | S | Pont de la baie de Chesapeake Pont nord | 488           | +06 919,        | 1973 | Comté d'Anne Arundel - Comté de Queen Anne (Maryland) 38° 59′ 39,6″ N, 76° 22′ 53,9″ O | États-Unis                       | [ 84 ]  |
|                 | S | Pont de Brooklyn                        | 486           | +01 825,        | 1883 | New York (État de New York) 40° 42′ 20,4″ N, 73° 59′ 46,8″ O                           | États-Unis                       | [ 85 ]  |
|                 | S | Pont Lions Gate                         | 473           | +01 517,        | 1938 | Vancouver (Colombie-Britannique) 49° 18′ 55,1″ N, 123° 08′ 19,5″ O                     | Canada                           | [ M 3 ] |
|                 | S | Pont de Sotra                           | 468           | +01 236,        | 1971 | Litlesotra - Drotningsvik (Hordaland) 60° 22′ 21,3″ N, 5° 09′ 56,4″ E                  | Norvège                          | [ 86 ]  |
|                 | S | Pont Hirado                             | 465           | +00880,         | 1977 | Hirado - Tabirahiradoguchi (Nagasaki) 33° 21′ 25″ N, 129° 34′ 20,6″ E                  | Japon                            | [ 87 ]  |
|                 | S | Mid-Hudson Bridge                       | 457           | +00914,         | 1930 | Poughkeepsie - Highland (New York) 41° 42′ 10,3″ N, 73° 56′ 46,4″ O                    | États-Unis                       | ,       |
|                 | S | Pont Vincent Thomas                     | 457           | +01 848,        | 1963 | San Pedro - Terminal Island (Californie) 33° 44′ 58″ N, 118° 16′ 17,8″ O               | États-Unis                       | [ 89 ]  |
|                 | S | Pont de Shantou                         | 452           | +02 420,        | 1995 | Shantou (Guangdong) 23° 19′ 54,5″ N, 116° 44′ 41,7″ E                                  | Chine                            | [ 90 ]  |
|                 | S | Pont de Fengdu                          | 450           | +00620,         | 1997 | Fengdu (Chongqing) 29° 51′ 19,5″ N, 107° 40′ 11″ E                                     | Chine                            | [ 91 ]  |
|                 | S | Pont de Manhattan                       | 448           | +02 089,        | 1909 | New York (État de New York) 40° 42′ 24,4″ N, 73° 59′ 25,5″ O                           | États-Unis                       | [ 92 ]  |
|                 | S | Pont de Lysefjord                       | 446           | +00640,         | 1997 | Forsand (Rogaland) 58° 55′ 26,1″ N, 6° 05′ 53,4″ E                                     | Norvège                          | [ 93 ]  |
|                 | S | Pont Angus L. Macdonald                 | 441           | +01 300,        | 1955 | Halifax (Nouvelle-Écosse) 44° 39′ 45,8″ N, 63° 35′ 08,6″ O                             | Canada                           | [ 94 ]  |
| Image manquante | S | Pont de Shuangyong                      | 430           | +01 495,        | 2012 | Liuzhou (Guangxi) 24° 23′ 32,5″ N, 109° 25′ 30,7″ E                                    | Chine                            | [ 95 ]  |
|                 | S | A. Murray MacKay Bridge                 | 427           | +01 200,        | 1970 | Halifax (Nouvelle-Écosse) 44° 40′ 37,7″ N, 63° 36′ 45,5″ O                             | Canada                           | [ 96 ]  |
|                 | S | Pont Robert F. Kennedy                  | 421           | +04 212,        | 1936 | New York (État de New York) 40° 46′ 46,5″ N, 73° 55′ 35,7″ O                           | États-Unis                       | [ 97 ]  |
|                 | S | Pont d'Älvsborg                         | 417           | +00933,         | 1966 | Göteborg (Västra Götaland) 57° 41′ 27″ N, 11° 54′ 05″ E                                | Suède                            | [ 98 ]  |
| Image manquante | S | Pont de Ganzhou                         | 408           | +01 073,        | 2010 | Ganzhou (Jiangxi) 25° 54′ 10,4″ N, 114° 56′ 08,5″ E                                    | Chine                            | [ 99 ]  |
|                 | S | Pont de Thuận Phước                     | 405           | +01 850,        | 2009 | Đà Nẵng (Nam Trung Bộ) 16° 05′ 42,7″ N, 108° 13′ 13,8″ E                               | Viêt Nam                         | [ 100 ] |
|                 | S | Pont de Namhae                          | 404           | +00660,         | 1973 | Noryang (Gyeongsangnam) 34° 56′ 38,9″ N, 127° 52′ 19,9″ E                              | Corée du Sud                     | [ 101 ] |

## Diagramme des grands ponts suspendus
Le diagramme suivant montre les élévations des dix plus grands ponts suspendus du monde,,,. Les viaducs d'accès ne sont pas représentés

Diagramme des dix plus grands ponts suspendus du monde (données en mètres)

## Ponts en construction
Sont répertoriés ci-dessous les ponts suspendus en construction ayant également des travées principales de plus de 600 m.
|  | Lien | Nom                               | Portée mètres | Longueur mètres | Date | Localisation                                                        | Pays         | Ref.    |
|  | ---- | --------------------------------- | ------------- | --------------- | ---- | ------------------------------------------------------------------- | ------------ | ------- |
|  |      | Pont du Yangsigang (zh)           | 1700          | +04 318,        | 2019 | Wuhan (Hubei) 30° 30′ 24″ N, 114° 15′ 24″ E                         | Chine        | [ 105 ] |
|  |      | Deuxième pont de Humen Est (zh)   | 1688          | +12 891,        | 2019 | Dongguan (Guangdong) 22° 53′ 05,1″ N, 113° 33′ 56,4″ E              | Chine        | [ 106 ] |
|  |      | Pont de Lingding                  | 1666          |                 | 2024 | Shenzhen (Guangdong) 22° 35′ 37,6″ N, 113° 46′ 05,6″ E              | Chine        | [ 107 ] |
|  |      | Pont de Jin'an (en)               | 1386          | +01 681,        | 2021 | Lijiang, Yunnan 26° 49′ 20″ N, 100° 26′ 30″ E                       | Chine        |         |
|  |      | Pont du Dahe                      | 1250          |                 | 2020 | Lipanshui (Guizhou)                                                 | Chine        | [ 108 ] |
|  |      | Deuxième pont de Humen Ouest (zh) | 1200          | +12 891,        | 2019 | Dongguan (Guangdong) 22° 52′ 59,8″ N, 113° 31′ 08″ E                | Chine        | [ 106 ] |
|  |      | Pont Chajiaotan                   | 1200          |                 | 2020 | Xishui (Guizhou) Gulin (Sichuan) 28° 09′ 56″ N, 106° 08′ 06″ E      | Chine        | ,       |
|  |      | Pont de Longmen                   | 1160          |                 | 2020 | Fangchenggang – Qinzhou (Guangxi) 21° 45′ 11,2″ N, 108° 33′ 18,9″ E | Chine        | [ 111 ] |
|  |      | Pont de Wujiagang                 | 1160          |                 | 2020 | Yichang (Hubei)                                                     | Chine        | [ 112 ] |
|  |      | Pont de Brăila                    | 1120          | +02 194,        | 2023 | Brăila - Smârdan 45° 18′ 52″ N, 28° 00′ 12″ E                       | Roumanie     | [ 21 ]  |
|  |      | Pont de Xingkang                  | 1100          |                 | 2019 | Luding, Sichuan 29° 57′ 55,4″ N, 102° 12′ 53,6″ E                   | Chine        |         |
|  |      | Pont de Wufengshan                | 1092          |                 | 2020 | Zhenjiang, Jiangsu 32° 13′ 36,26″ N, 119° 40′ 35,4″ E               | Chine        | [ 113 ] |
|  |      | Pont de Qipanzhou                 | 1038          |                 | 2020 | Huangshi, Hubei 30° 09′ 09,28″ N, 115° 16′ 02,27″ E                 | Chine        | [ 114 ] |
|  |      | Pont de Baiyang                   | 1000          |                 | 2020 | Yidu, Hubei 30° 24′ 33″ N, 111° 31′ 00″ E                           | Chine        | [ 115 ] |
|  |      | Pont de Xiushan                   | 926           |                 | 2018 | Daishan, Zhejiang 30° 12′ 40″ N, 122° 11′ 07,3″ E                   | Chine        | [ 116 ] |
|  |      | Pont du Jiangdihe                 | 920           |                 | 2020 | Yunnan                                                              | Chine        | [ 117 ] |
|  |      | Pont nord d'Oujiang               | 800           |                 | 2021 | Wenzhou, Zhejiang 27° 58′ 37,5″ N, 120° 55′ 48″ E                   | Chine        | [ 118 ] |
|  |      | Pont de Jinshajiang               | 766           |                 | 2019 | Hutiaoxiazhen (Yunnan)                                              | Chine        | [ 119 ] |
|  |      | Pont de Changshou                 | 739           |                 | 2019 | Changshou, Chongqing 29° 46′ 33″ N, 107° 00′ 46″ E                  | Chine        | [ 120 ] |
|  |      | Pont d'Yuecheng                   | 738           |                 | 2019 | Yunfu, Guangdong                                                    | Chine        | [ 121 ] |
|  |      | Pont de Jindong 金东大桥          | 730           |                 | 2018 | Huidong (Sichuan) 26° 30′ 33,3″ N, 103° 02′ 24,7″ E                 | Chine        |         |
|  |      | Pont du lac de Guanting           | 720           |                 | 2019 | Huailai, Hebei 40° 20′ 40,33″ N, 115° 42′ 50″ E                     | Chine        | [ 122 ] |
|  |      | Pont du Sunxihe                   | 660           |                 | 2018 | Bailinzhen (Chongqing) 28° 42′ 44,7″ N, 106° 27′ 44,4″ E            | Chine        | [ 123 ] |
|  |      | Pont ferroviaire de Jinshajiang   | 660           |                 | 2020 | Hutiaoxiazhen (Yunnan)                                              | Chine        | [ 124 ] |
|  |      | Second pont de Saecheonnyeon      | 650 (x2)      |                 | 2018 | Mokpo (Jeolla du Sud) 34° 51′ 37,3″ N, 126° 12′ 19,8″ E             | Corée du Sud | [ 125 ] |

## Ponts en projet
Le pont sur le détroit de Messine est un projet de pont suspendu qui vise à relier la partie peninsulaire de l'Italie et la Sicile et dont la portée aurait été de 3 300 mètres. Ce projet a été annulé le 11 octobre 2006 par le gouvernement de Romano Prodi, la controverse portant sur le coût du projet et les collusions possibles avec la mafia. Le nouveau gouvernement de Silvio Berlusconi, élu en 2008, envisagerait de réexaminer le projet.
| Lien | Nom                                                 | Portée mètres | Longueur mètres | Terminé en | Localisation                                                                             | Pays      |
| ---- | --------------------------------------------------- | ------------- | --------------- | ---------- | ---------------------------------------------------------------------------------------- | --------- |
|      | Pont de Messine Messina Strait Bridge               | 3 300         | 5 070           | Abandonné  | Messine (Sicile) / Villa San Giovanni (Calabre) 38° 14′ 51″ N, 15° 38′ 21″ E             | Italie    |
|      | Pont du détroit de la Sonde Sunda Strait Bridge     | 3 000         | 30 000          | Abandonné  | Merak (Indonésie) (Île de Java) / Bakahuni (Île de Sumatra) 5° 55′ 06″ S, 105° 51′ 53″ E | Indonésie |
|      | Pont du détroit de Kitan Kitan Strait Bridge        | 2 500         |                 |            |                                                                                          | Japon     |
|      | Pont de la baie de Tokyo Tokyo Bay crossing         | 2 250         |                 |            |                                                                                          | Japon     |
|      | Pont du détroit de Qiongzhou Qionzhou Strait Bridge | 1 408         | 26 300          | 2020       | Haikou (Hainan) / Xuwen (Guangdong) 20° 06′ 05″ N, 109° 54′ 00″ E                        | Chine     |

## Histoire des plus longues portées
Le tableau suivant répertorie les différents records successifs des plus longues travées suspendues, du plus récent au plus ancien,.
| Nom                                 | Portée mètres | Terminé en | Pays                | Notes                                                                                            |
| ----------------------------------- | ------------- | ---------- | ------------------- | ------------------------------------------------------------------------------------------------ |
| Pont du détroit des Dardanelles     | 2 023         | 2022       | Turquie             | Actuelle plus longue portée                                                                      |
| Pont du détroit d'Akashi            | 1 991         | 1998       | Japon               |                                                                                                  |
| Pont du Humber                      | 1 410         | 1981       | Royaume-Uni         |                                                                                                  |
| Pont Verrazano-Narrows              | 1 298         | 1964       | États-Unis          |                                                                                                  |
| Pont du Golden Gate                 | 1 280         | 1937       | États-Unis          |                                                                                                  |
| Pont George-Washington              | 1 067         | 1931       | États-Unis          | Premier ouvrage à atteindre un kilomètre de portée                                               |
| Pont Ambassadeur                    | 564           | 1929       | États-Unis / Canada | À partir de ce pont, les plus grandes traversées ne furent réalisées qu'avec des ponts suspendus |
| Pont Benjamin-Franklin              | 533           | 1926       | États-Unis          |                                                                                                  |
| Pont de Bear Mountain               | 497           | 1924       | États-Unis          | La plus longue portée, tous types de ponts confondus, revenait au pont de Québec avec 549 m      |
| Pont de Williamsburg                | 488           | 1903       | États-Unis          | La plus longue portée, tous types de ponts confondus, revenait au pont du Forth avec 521 m       |
| Pont de Brooklyn                    | 486           | 1883       | États-Unis          |                                                                                                  |
| Niagara Clifton Bridge              | 384           | 1869       | États-Unis / Canada | Remplacé en 1899                                                                                 |
| John A. Roebling Suspension Bridge  | 322           | 1866       | États-Unis          |                                                                                                  |
| Lewiston–Queenston Bridge           | 317           | 1851       | États-Unis / Canada | Détruit par le vent en 1851. La distance entre pylônes est de 317 m, le tablier mesure 258 m     |
| Pont suspendu de Wheeling           | 308           | 1849       | États-Unis          | Plus long tablier suspendu de 1849 à 1866                                                        |
| Grand pont suspendu de Fribourg     | 271           | 1834       | Suisse              | Le pont fut remplacé par le pont de Zähringen dans les années 1920                               |
| Pont suspendu de Menai              | 176           | 1826       | Royaume-Uni         |                                                                                                  |
| Union Bridge                        | 137           | 1820       | Royaume-Uni         | Le plus vieux pont suspendu encore en service                                                    |
| Passerelle des chutes du Schuylkill | 124           | 1816       | États-Unis          | Le premier pont à câbles                                                                         |
| Pont de Luding                      | 103           | 1705       | Chine               | Passerelle suspendue à chaînes                                                                   |
| Pont maya de Yaxchilan              | 62            | 600        | Mexique             | Passerelle suspendue en chanvre                                                                  |

## Records notables
Les records basés sur d'autres critères que les travées principales sont sans cesse repoussés grâce aux avancées technologiques et au besoin de franchir des brèches de plus en plus longues et contraignantes. Celui du plus haut pont suspendu, acquis par le premier pont suspendu de Beipanjiang en 2003 avec une hauteur de 366 m au-dessus du niveau des eaux, fut battu en 2009 par le pont du Siduhe avec ses 496 m au-dessus de la rivière qu'il franchit.

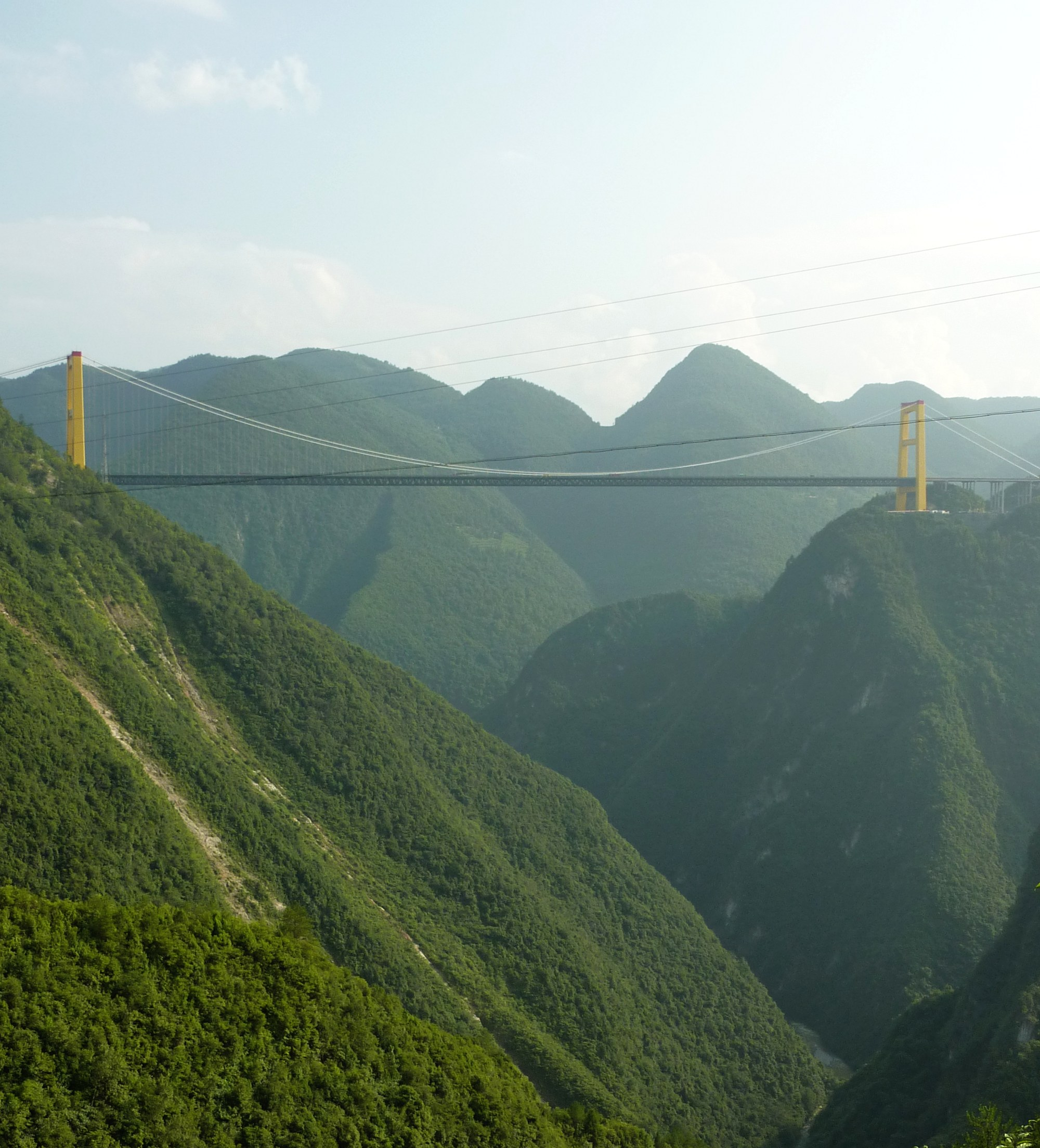
Le pont du Siduhe en Chine

Ces différents records sont présentés ci-dessous.
| Nom                                                            | Record                                                                                          |
| -------------------------------------------------------------- | ----------------------------------------------------------------------------------------------- |
| Records actuels                                                |                                                                                                 |
| Pont du Siduhe                                                 | Plus haut pont du monde (496 m)                                                                 |
| Pont Aizhai                                                    | Plus haut pont de tunnel à tunnel (336 m au-dessus du fond de vallée)                           |
| Pont de Taizhou                                                | Plus long pont suspendu à quatre travées (deux fois 1 080 m)                                    |
| Pont de Kurushima-Kaikyō                                       | Plus long ensemble de ponts suspendus (trois ouvrages pour 4 105 m)                             |
| Pont Tsing Ma                                                  | Plus long pont supportant voies de circulation automobiles et ferroviaires                      |
| Pont de Yeongjong                                              | Plus grand pont suspendu auto-ancré (300 m de portée)                                           |
| Pont de Konohana                                               | Plus grand pont suspendu mono-câble                                                             |
| Pont George-Washington                                         | Plus grand nombre de voies de circulation (14 : 8 au niveau supérieur et 6 au niveau inférieur) |
| Pont du détroit de Tacoma                                      | Plus grand pont suspendu doublé                                                                 |
| Futurs records                                                 |                                                                                                 |
| Pont de Hardanger mise en service : 2013                       | Plus grand pont de tunnel à tunnel (1 310 m de portée principale)                               |
| Pont de Taohuayu mise en service : 2013                        | Plus grand pont suspendu auto-ancré (406 m de portée principale)                                |
| Eastern San Francisco-Oakland Bay Bridge mise en service: 2013 | Plus grand pont suspendu à un seul pylône (portées : 385 m + 180 m)                             |